# Jamie Jones
Jamie Jones (ur. 14 lutego 1988 w Neath, Walia) – walijski snookerzysta. Plasuje się na 51. miejscu pod względem zdobytych setek w profesjonalnych turniejach, w sierpniu 2025 miał ich łącznie 169.

## Kariera amatorska
W 2002 roku, w wieku 14 lat, stał się najmłodszym zawodnikiem, który wbił maksymalnego breaka (147 punktów) podczas oficjalnych zawodów snookerowych. Później jednak ten rekord został pobity przez Judda Trumpa.
W sezonie 2007/2008 grywał w serii turniejów International Open Series. Zwyciężył w turnieju VII, pokonując w finale Petera Linesa 6-2.
W trakcie sezonu 2009/2010 także zwyciężył w jednym z turniejów PIOS – w turnieju IV pokonał swojego rodaka Jaka Jonesa 6-0.

## Kariera zawodowa
Jamie Jones w gronie profesjonalistów grywa od 2006 roku. Grę wśród najlepszych umożliwiło mu zwycięstwo w walijskim rankingu amatorów w sezonie 2005/2006.
Po raz drugi do Main Touru dostał się dzięki zajęciu ósmego miejsca w rankingu PIOS w sezonie 2009/2010.

### Sezon 2006/2007
Największym osiągnięciem Jonesa w tym sezonie było dojście do ostatniej rundy kwalifikacji do turnieju Masters 2007. Ponieważ turniej ten nie jest turniejem rankingowym, a w rankingowych turniejach tego sezonu osiągał słabe wyniki, nie udało mu się utrzymać w Main Tourze w kolejnym sezonie.

### Sezon 2010/2011
W kwalifikacjach do turnieju Shanghai Masters 2010 dotarł do ostatniej, czwartej rundy pokonując kolejno: Kuldesha Johala 5-2, Jimmy’ego Michie 5-2 i Adriana Gunnella 5-1. W czwartej rundzie przegrał ze Stephenem Lee 2-5.

### Sezon 2011/2012
W mistrzostwach świata w 2012 roku przebrnął przez kwalifikacje a następnie doszedł do ćwierćfinału imprezy, w którym to przegrał 11:13 z Alim Carterem. W fazie głównej MŚ Jones wbił 7 breaków powyżej 100 punktów.

## Statystyka zwycięstw

### Amatorskie
- EBSA European Under-19 Championship, 2004
- International Open Series 2007/2008 – Turniej VII
- International Open Series 2009/2010 – Turniej IV